# ليزلي بيرس
ليزلي بيرس (بالإنجليزية: Leslie Pearce)‏ هو مخرج نيوزلندي، ولد في 20 أبريل 1887 في كرايستشرش في نيوزيلندا، وتوفي في 17 أغسطس 1977 في ويلينغتون في نيوزيلندا.

## وصلات خارجية
- ليزلي بيرس على موقع IMDb (الإنجليزية)
- ليزلي بيرس على موقع ألو سيني (الفرنسية)
- ليزلي بيرس على موقع أول موفي (الإنجليزية)
- ليزلي بيرس على موقع قاعدة بيانات الفيلم (الإنجليزية)
- ليزلي بيرس على موقع كينوبويسك (الروسية)